# Contea di Kenli
La contea di Kenli (垦利县 in cinese semplificato, 墾利縣 in cinese tradizionale, Kěnlì Xiàn in pinyin) è una contea del nord della provincia dello Shandong, nella Repubblica Popolare Cinese, situata nell'area sudoccidentale di scorrimento del Fiume Giallo. Ha come capoluogo Dongying, una città 20 kilometri a sudest del suddetto fiume.
L'ultimo censimento, risalente al 1999, contava 211.444 abitanti.